# Te llegará mi olvido
Te Llegará mi Olvido es el noveno álbum de estudio del cantautor mexicano Juan Gabriel, lanzado al mercado por RCA Records el 26 de enero de 1978. El álbum sigue con la misma línea que su álbum anterior; Juan Gabriel con Mariachi Vol. II. En esta ocasión, se trató del Mariachi América de Jesús Rodríguez de Hijar. Con el hilo que traía de discos con mariachi, vuelve a la senda del éxito en este género, acompañado del Mariachi América de Jesús Rodríguez de Hijar y con arreglos y dirección de este último.
Un Juan Gabriel muy afianzado en el ámbito del mariachi y el reto, con letras profundas y llenas de colores diversos, los arreglos arropan de manera excelsa a Juan Gabriel. El primer sencillo es el tema “Te llegará mi olvido” que de inmediato se ocupa en el primer sitio de popularidad en México.

## Lista de canciones[1]
{{track listing
| title1          = Te Llegará Mi Olvido
| length1         = 2:16
| title2          = Vidita Mía
| length2         = 2:55
| title3          = Con un Poco de Amor
| length3         = 2:36
| title4          = Te Quise Olvidar
| length4         = 3:03
| title5          = María, María
| length5         = 3:01
| title6          = Primera Vez
| length6         = 2:14
| title7          = Eres un Amor
| length7         = 2:27
| title8          = Me Despertó la Realidad
| length8         = 2:22
| title9          = Frente a Frente
| length9         = 3:28
| title10         = Me Gusta Estar Contigo
| length10        = 2:17